# Horace Smart Beattie
Horace Smart Beattie (1909 – Lexington, Kentucky, 6 de setembro de 1993) foi um engenheiro estadunidense.
Recebeu a Medalha ASME de 1971.